# Benedeneind
Benedeneind is een buurtschap  in Oijen in de gemeente Oss in de Nederlandse provincie Noord-Brabant. Het ligt aan de Maas; een kilometer ten westen van Oijen.
Steden: Megen · Oss · Ravenstein

Dorpen: Berghem · Demen · Dennenburg · Deursen · Dieden · Geffen · Haren · Herpen · Huisseling · Macharen · Kessel · Lith · Lithoijen · Maren · Maren-Kessel · Neerlangel · Neerloon · Oijen · Overlangel · Teeffelen

Buurtschappen: Achterste Heide · Benedeneind · Boveneind · Duurendseind · Elst · Gement · Keent · Kleine Koolwijk · Koolwijk · 't Wild

Noord-Brabant: Steden en dorpen      Nederland: Provincies · Gemeenten